# Sargaire

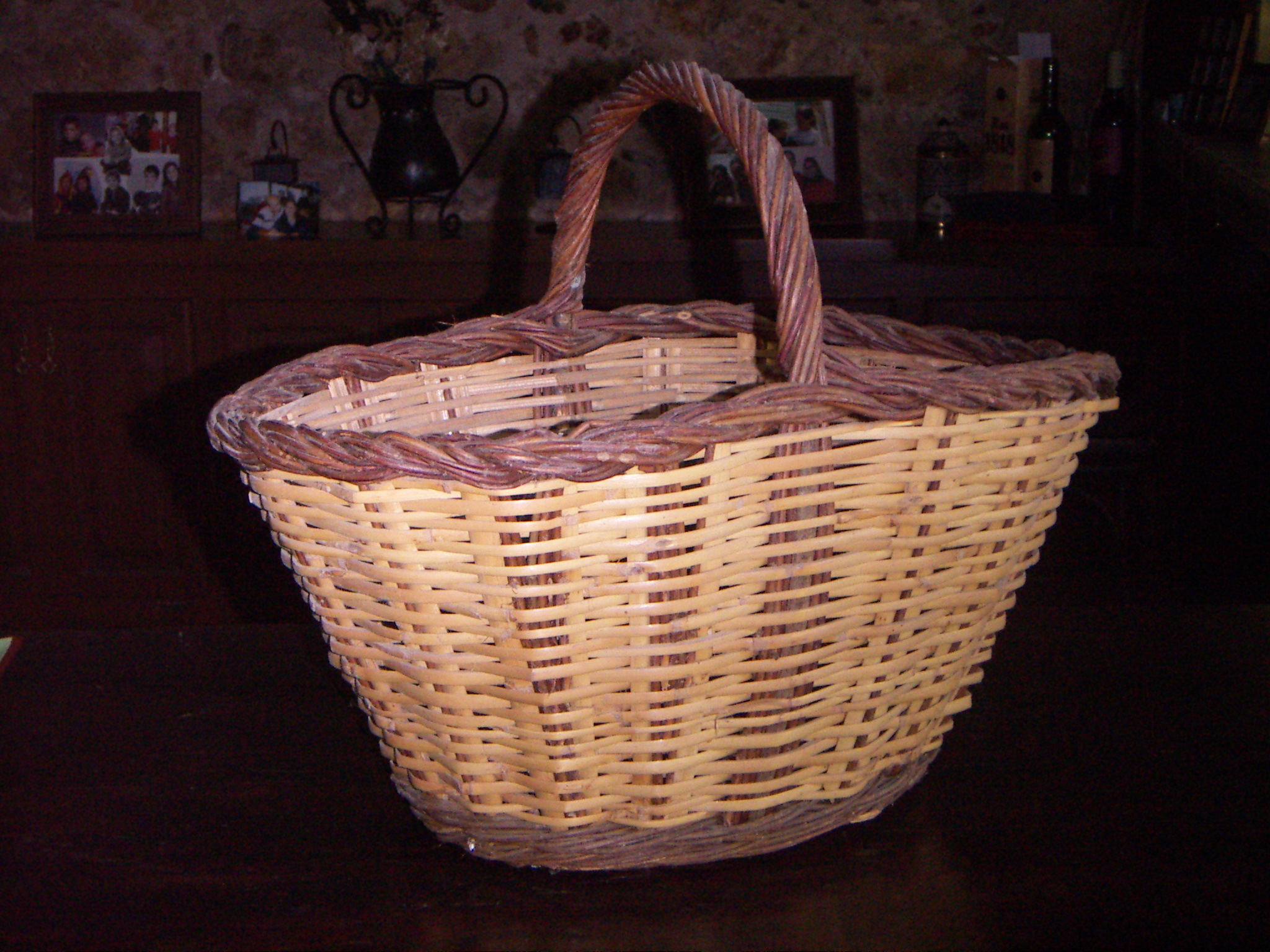
Típic cistell de vímet i canya partida.

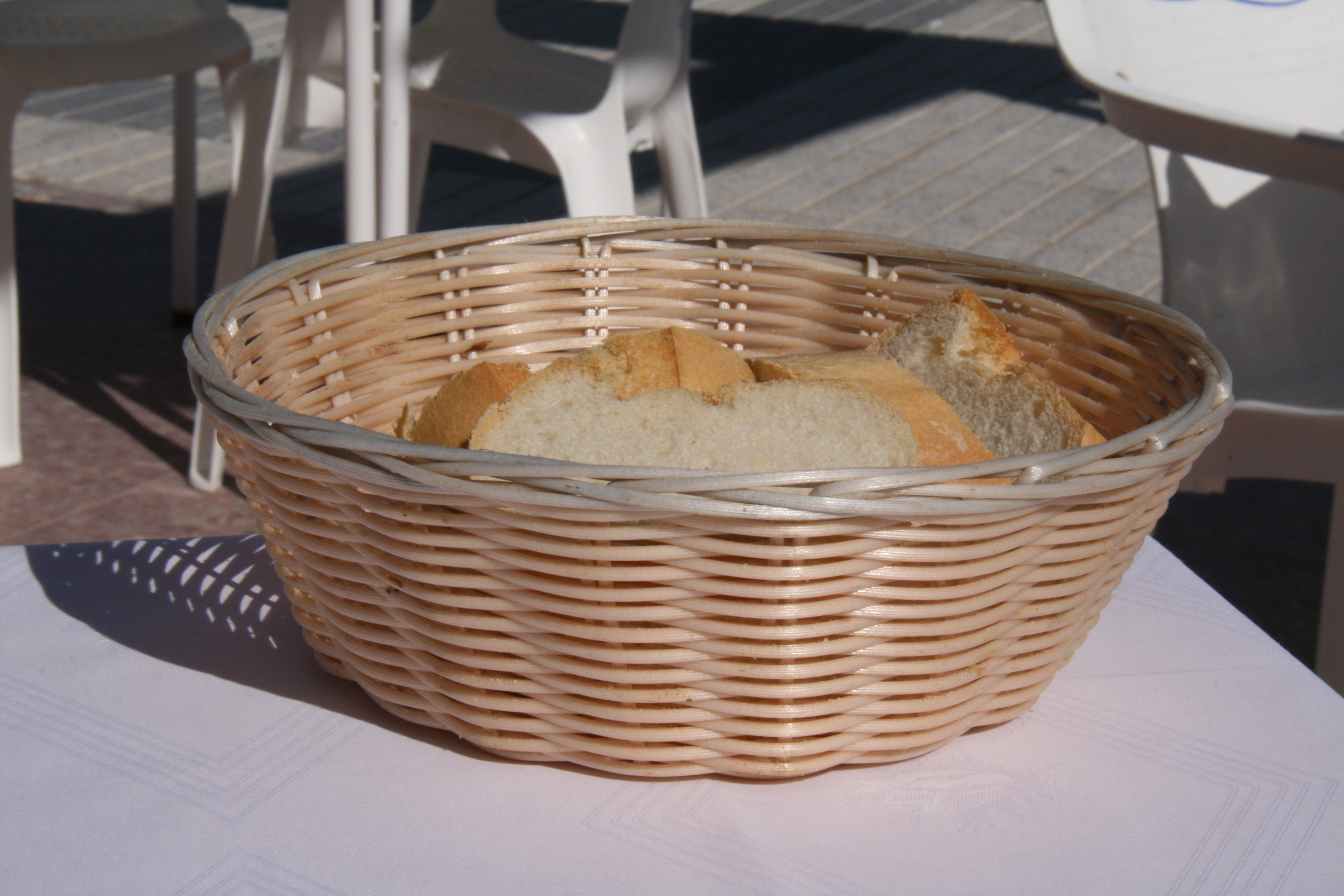
Una panera

Un sargaire era un menestral que treballava la sarga, el vímet i les canyes fabricant coves i cistells, folrant garrafes i realitzant obres similars basades en els vímets trenats.

## Matèries primeres
Un sargaire treballava amb sargues, vímets i canyes. Les sargues i els vímets s'usaven en forma de llucs o branquillons de secció plena, sense badar-los pel mig (generalment). Contràriament, les canyes es partien longitudinalment, al llarg de la canya, en una mena de cintes llargues i de poca amplada.

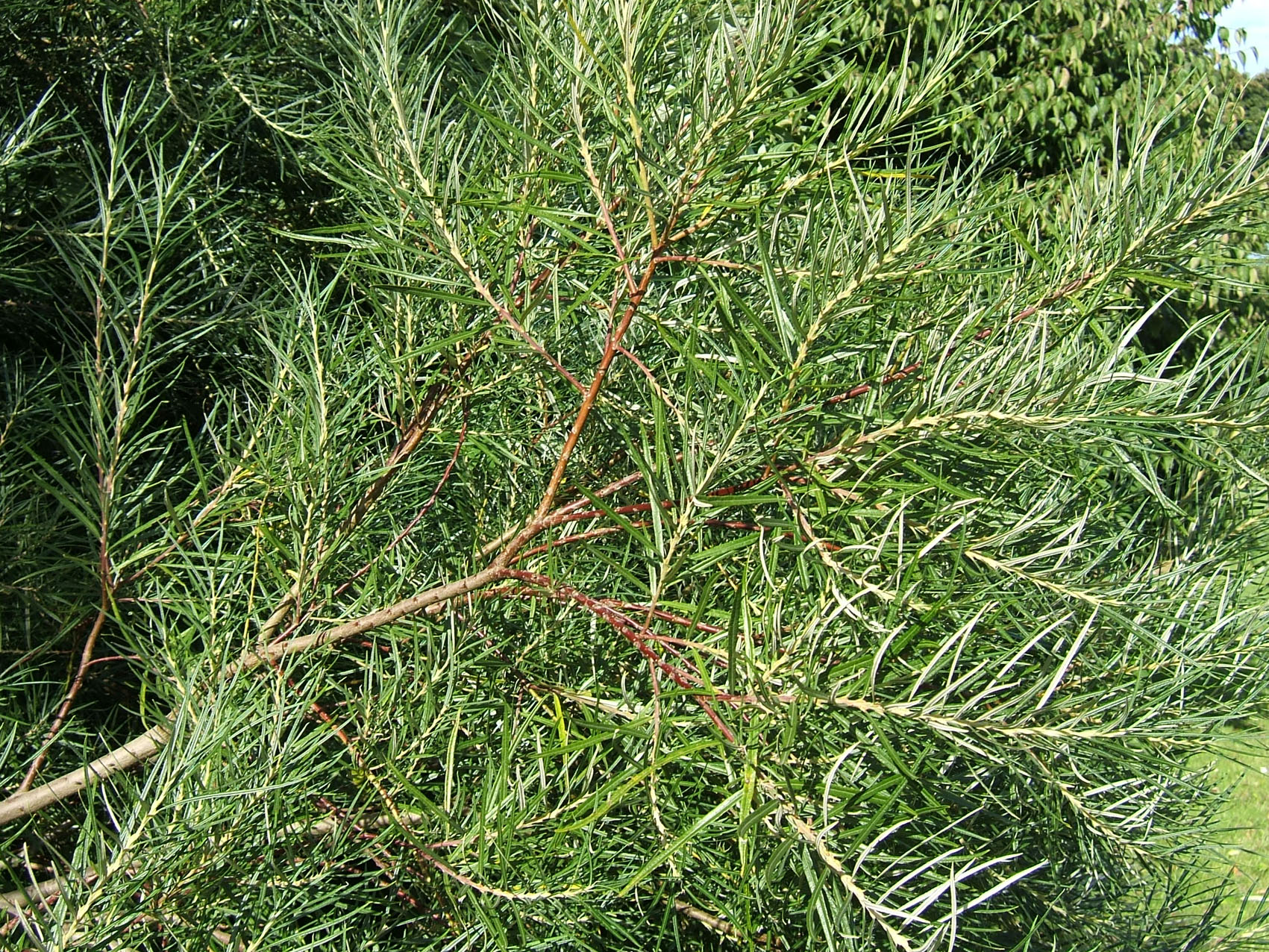
Sarga (Salix eleagnos)
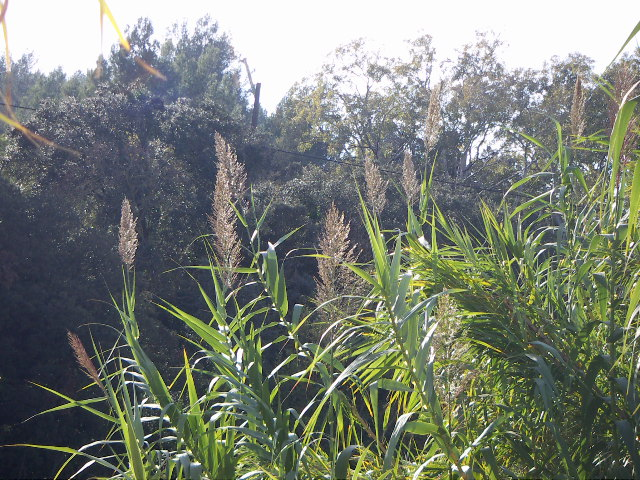
Canya comuna (Arundo donax)
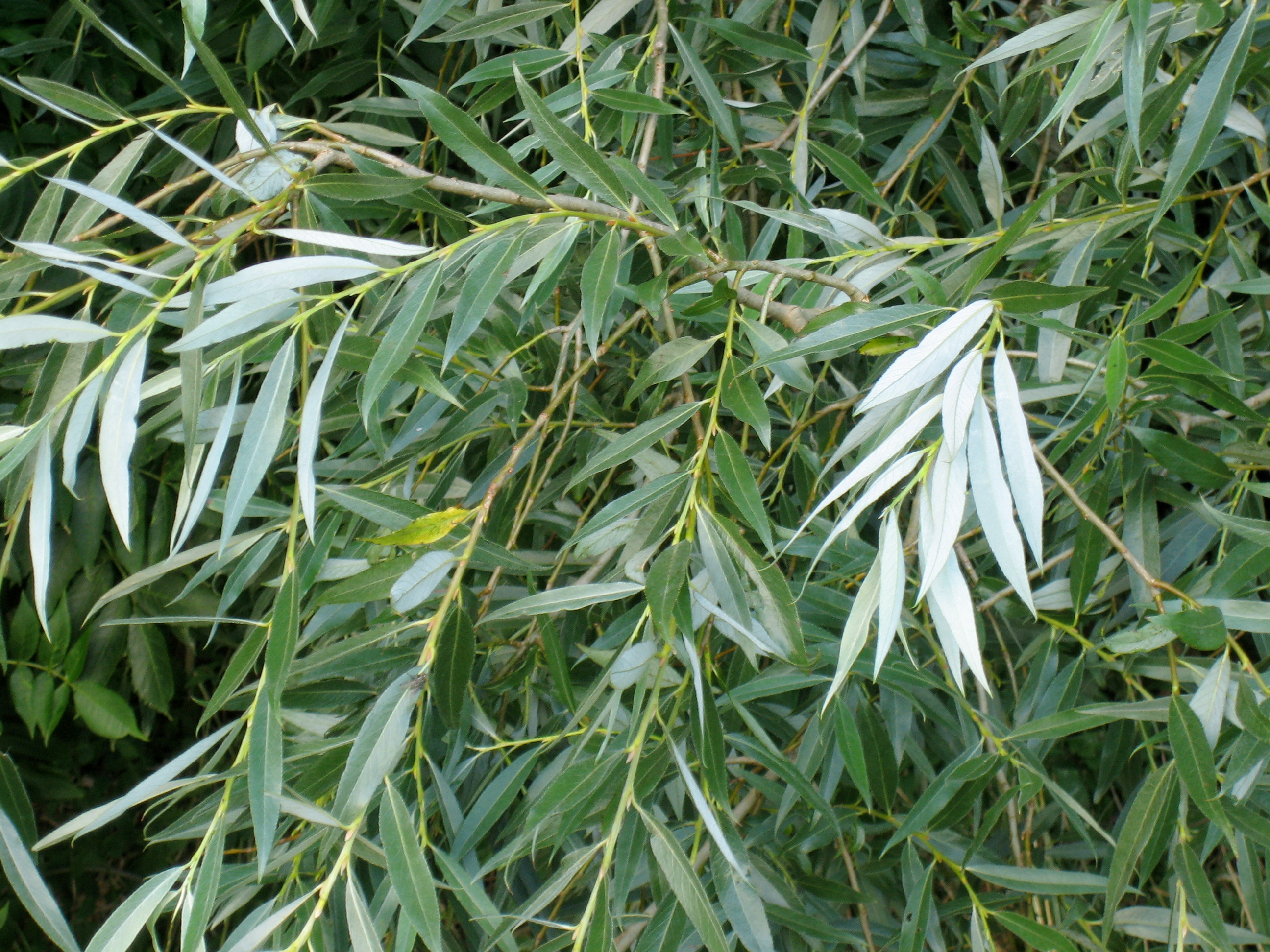
Vimetera (Salix alba)

## Eines
Les eines dels sargaires són senzilles tot i que prou especialitzades.
- Eines de tallar la materia primera: destrals, podalls, xerracs i similars.
- Eines especials: pelacanyes, estris per a badar les canyes, agulles de sac, …

### El xapador
El xapador era una eina emprada per a badar les canyes, partint-les en tres o més parts ("xapes").
L'eina esmentada canvia de nom segons els llocs : escaiador a Solsona, esberlador o esberlacanyes al sud de Lleida, partidora o esquerdador a les Gavarres (Girona). N'hi de fusta i també de metall.

## Usos actuals

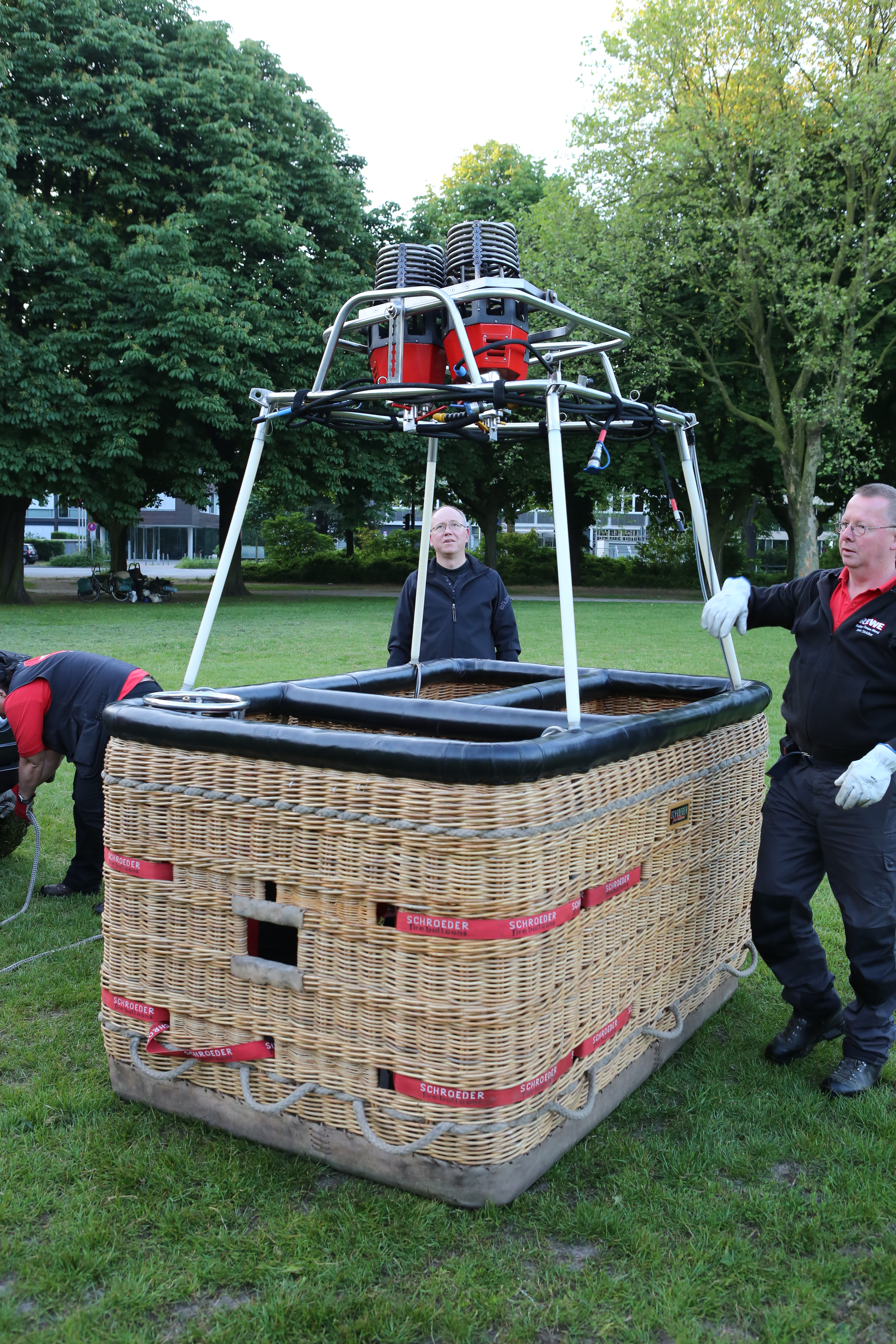
Cistella de vímet d'un globus aerostàtic d'aire calent, amb els cremadors muntats.

Molts dels productes tradicionals elaborats pels sargaires han estat substituïts per altres productes fets a base de plàstics i materials moderns. Els cistells tradicionals conserven un paper important des del punt de vista qualitatiu: els cistells dels cercadors de bolets en són un exemple.
Hi ha algunes aplicacions que mantenen la vigència de la sarga i el vímet com a materials tècnics.

### Cistelles dels globus aerostàtics
Des dels orígens dels vols aerostàtics fins a l'actualitat, les cistelles dels globus s'han fabricat de vímet trenat, de manera semblant a un cistell tradicional. Des d'un punt de vista tècnic és difícil substituir de forma econòmica una estructura prou lleugera i rígida que, a la vegada, té la propietat d'absorbir xocs contra el terra d'una certa importància, protegint els ocupants de la cistella.

### Txistera
Algunes modalitats de la pilota basca empren cistelles anomenades cestes.

## Peces obrades en cistelleria

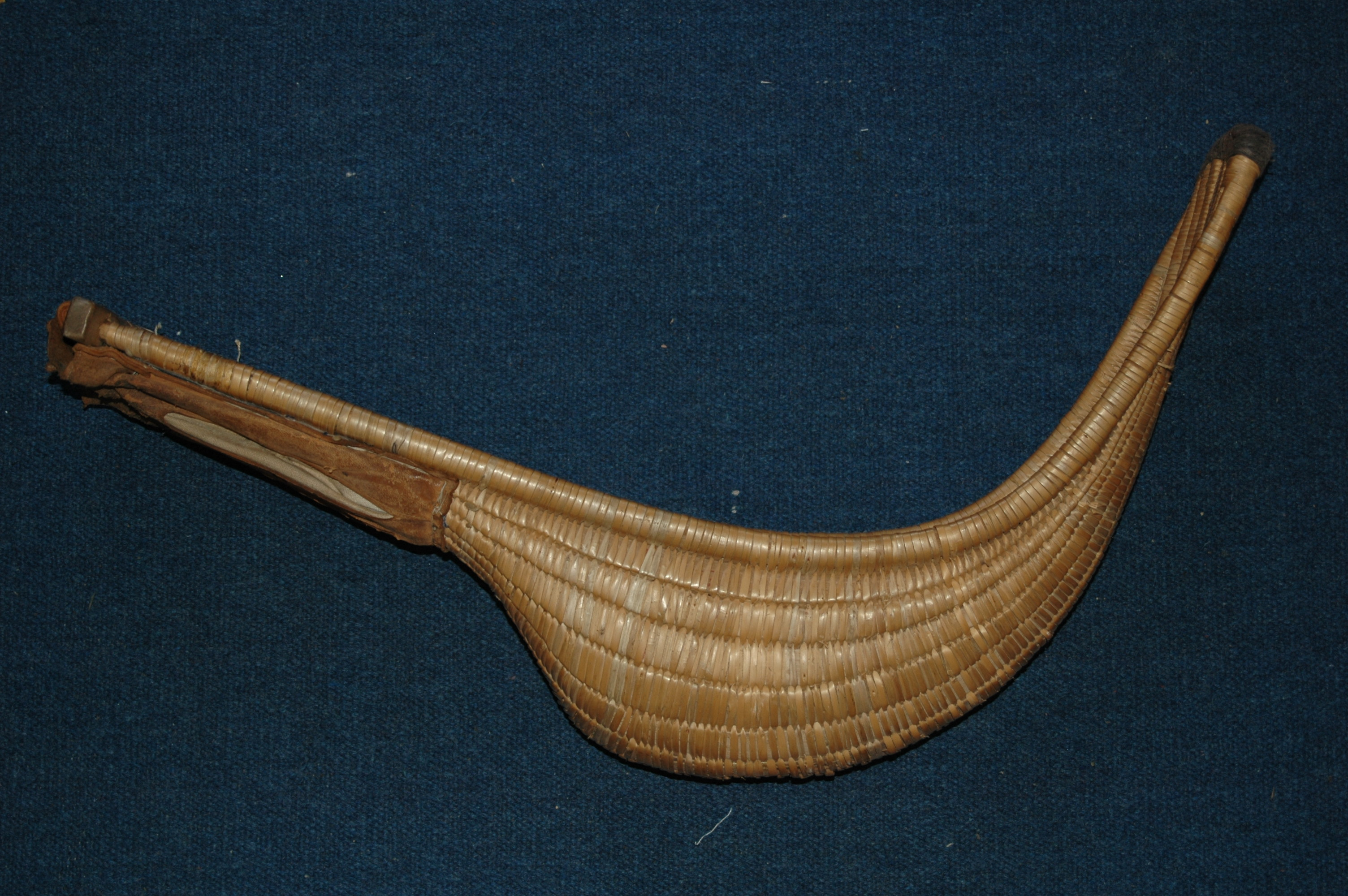
Cesta de pilota basca
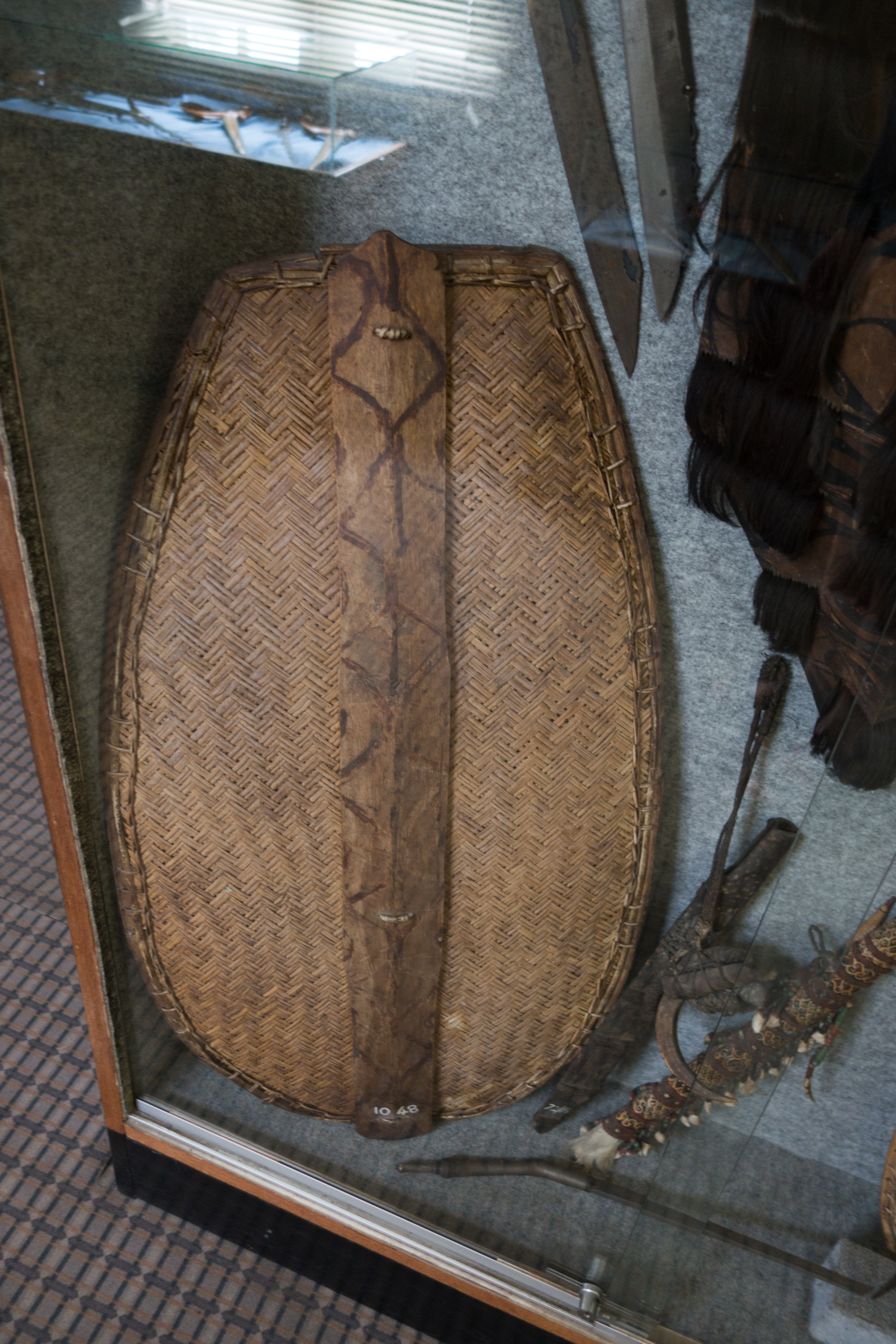
Escut trenat de Sarawak